# NGC 6056
NGC 6056 (другие обозначения — IC 1176, MCG 3-41-100, ZWG 108.122, DRCG 34-101, PGC 57075) — галактика в созвездии Геркулес.
Этот объект входит в число перечисленных в оригинальной редакции «Нового общего каталога».